# Yaroslav Rybakov
Pour les articles homonymes, voir Rybakov.
Yaroslav Rybakov - en russe : Ярослав Владимирович Рыбаков, transcription française Iaroslav Vladimirovitch Rybakov - né le 22 novembre 1980 à Moguilev en Biélorussie, est un athlète russe, pratiquant le saut en hauteur. Il a remporté de nombreuses médailles aux championnats du monde et d'Europe.

## Carrière
Il fait ses premiers pas sur la scène internationale en 2001 lors des Championnats du monde où il n'est battu que par l'Allemand Martin Buß. L'année suivante, il prend sa revanche aux 
championnats d'Europe, Buss devant se contenter de la septième place. Son plus grand rival est le suédois Stefan Holm, Rybakov n'a pu le battre que deux fois depuis sa victoire européenne de 2002. La dernière fois en 2005, lors des championnats du monde où la pluie et le vent empêchent le concours d'atteindre des sommets, Rybakov remporte le bronze alors qu'Holm termine septième. Rybakov doit s'avouer vaincu face à Holm dans toutes leurs autres confrontations. Après trois médailles d'argent, il devient champion du monde à Berlin en 2009, avec un premier saut à 2,32 m.

## Palmarès
| Date | Compétition                    | Lieu             | Résultat | Marque  |
| ---- | ------------------------------ | ---------------- | -------- | ------- |
| 1998 | Championnats du monde juniors  | Annecy           | 5e       | 2,18 m  |
| 2001 | Championnats du monde en salle | Lisbonne         | 7e       | 2,25 m  |
| 2001 | Championnats du monde          | Edmonton         | 2e       | 2,33 m  |
| 2002 | Championnats d'Europe en salle | Vienne           | 3e       | 2,30 m  |
| 2002 | Championnats d'Europe          | Munich           | 1er      | 2,31 m  |
| 2002 | Coupe du monde des nations     | Madrid           | 1er      | 2,31 m  |
| 2003 | Championnats du monde en salle | Birmingham       | 2e       | 2,33 m  |
| 2003 | Coupe d'Europe                 | Florence         | 1re      | 2,34 m  |
| 2003 | Championnats du monde          | Paris            | 9e       | 2,25 m  |
| 2003 | Finale mondiale                | Monaco           | 1er      | 2,30 m  |
| 2004 | Championnats du monde en salle | Budapest         | 2e       | 2,32 m  |
| 2004 | Jeux olympiques                | Athènes          | 6e       | 2,32 m  |
| 2004 | Finale mondiale                | Monaco           | 2e       | 2,30 m  |
| 2005 | Championnats d'Europe en salle | Madrid           | 2e       | 2,38 m  |
| 2005 | Championnats du monde          | Helsinki         | 2e       | 2,29 m  |
| 2005 | Finale mondiale                | Monaco           | 3e       | 2,32 m  |
| 2006 | Championnats du monde en salle | Moscou           | 1er      | 2,37 m  |
| 2006 | Championnats d'Europe          | Göteborg         | 5e       | 2,30 m  |
| 2006 | Finale mondiale                | Stuttgart        | 3e       | 2,29 m  |
| 2007 | Championnats du monde          | Osaka            | 2e       | 2,35 m  |
| 2007 | Finale mondiale                | Stuttgart        | 6e       | 2,27 m  |
| 2008 | Championnats du monde en salle | Valence          | 2e       | 2,34 m  |
| 2008 | Jeux olympiques                | Pékin            | 3e       | 2,34 m  |
| 2008 | Finale mondiale                | Stuttgart        | 4e       | 2,29 m  |
| 2009 | Championnats du monde          | Berlin           | 1er      | 2,32 m  |
| 2009 | Finale mondiale                | Thessalonique    | 1re      | 2,34 m  |
| 2010 | Championnats du monde en salle | Doha             | 2e       | 2,31 m  |
| 2010 | Ligue de diamant               | Ligue de diamant | 3e       | détails |

## Records
| Épreuve         | Épreuve      | Performance | Lieu                             | Date                                                       |
| --------------- | ------------ | ----------- | -------------------------------- | ---------------------------------------------------------- |
| Saut en hauteur | En plein air | 2,35 m      | Osaka Tcheboksary                | 29 août 2007 25 juillet 2009                               |
| Saut en hauteur | En salle     | 2,38 m      | Stockholm Madrid Arnstadt Moscou | 15 février 2005 6 mars 2005 3 février 2007 10 février 2008 |